# Residenzplatz (Salzbourg)
Ne doit pas être confondu avec Residenzplatz   (Wurtzbourg).
Residenzplatz (place de la Résidence) est une grande place majestueuse dans le centre historique de Salzbourg en Autriche.      

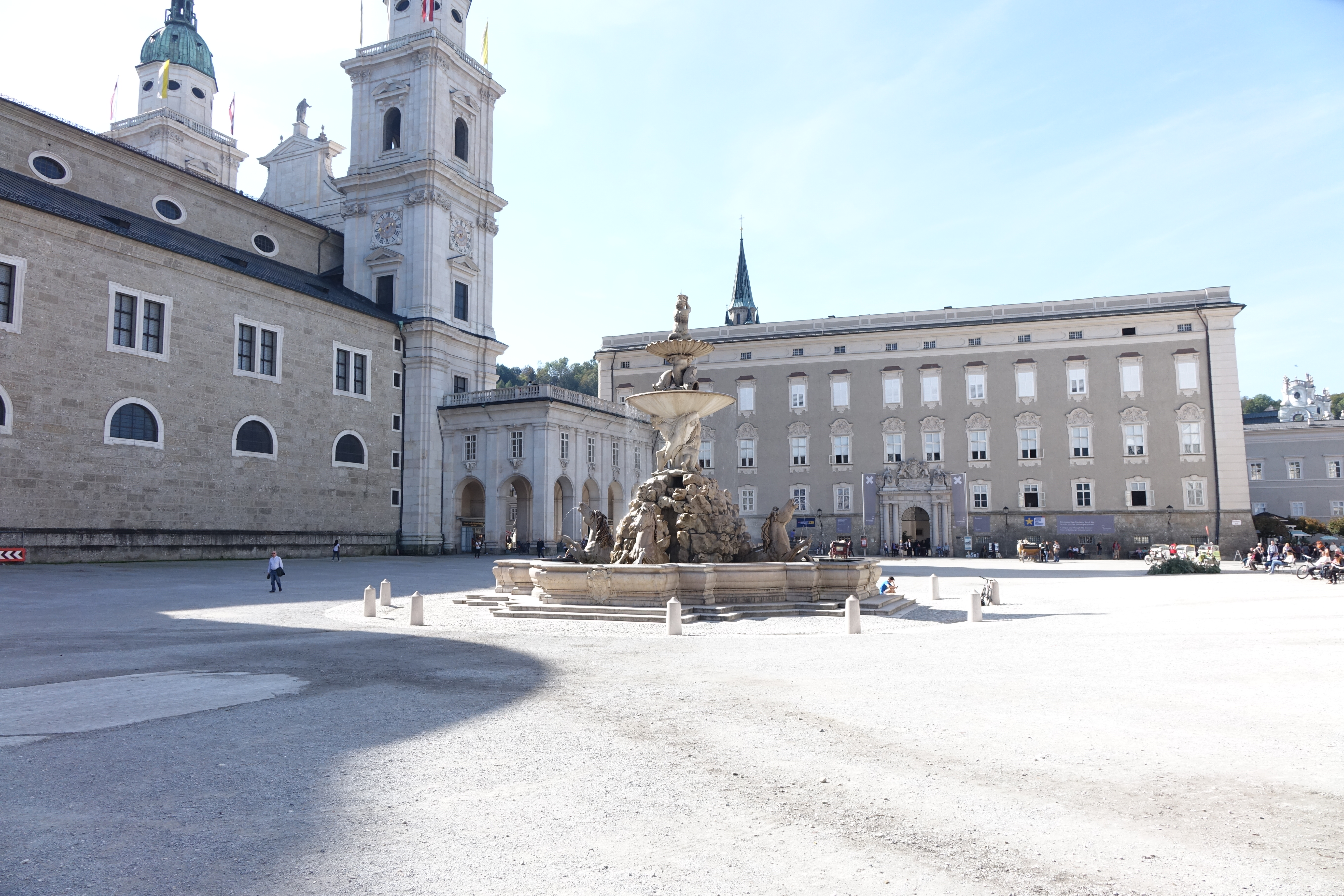
La Residenzplatz avec la cathédrale et le bâtiment Alte Residenz.

Nommé d'après le bâtiment Residenz des prince-archevêques de Salzbourg, situé à côté de la cathédrale de Salzbourg, c'est l'un des endroits les plus populaires de la ville.   